# República de Comrat
```
   |-
       |
Erro:
:  
valor não especificado para "
nome_comum
"
```

República de Comrat (em gagauz: Κομράτ Ρεσπυβλικάσι, Komrat Respublikası; em romeno: Republica de la Comrat; em russo: Комратская республика , romanizado:  Komratskaya republika) foi uma república autônoma estabelecida na aldeia de Comrat, no Gubernia da Bessarábia, durante o Revolução Russa de 1905 em protesto ao regime czarista do Império Russo. Foi criado após um motim de Andrei Galatsan, um revolucionário socialista, com o apoio da população gagauz local. Durou seis dias (de 6 a 12 de janeiro) e hoje é visto positivamente na Gagauzia (agora na Moldávia) como uma premonição da futura autonomia territorial gagauz.

## História

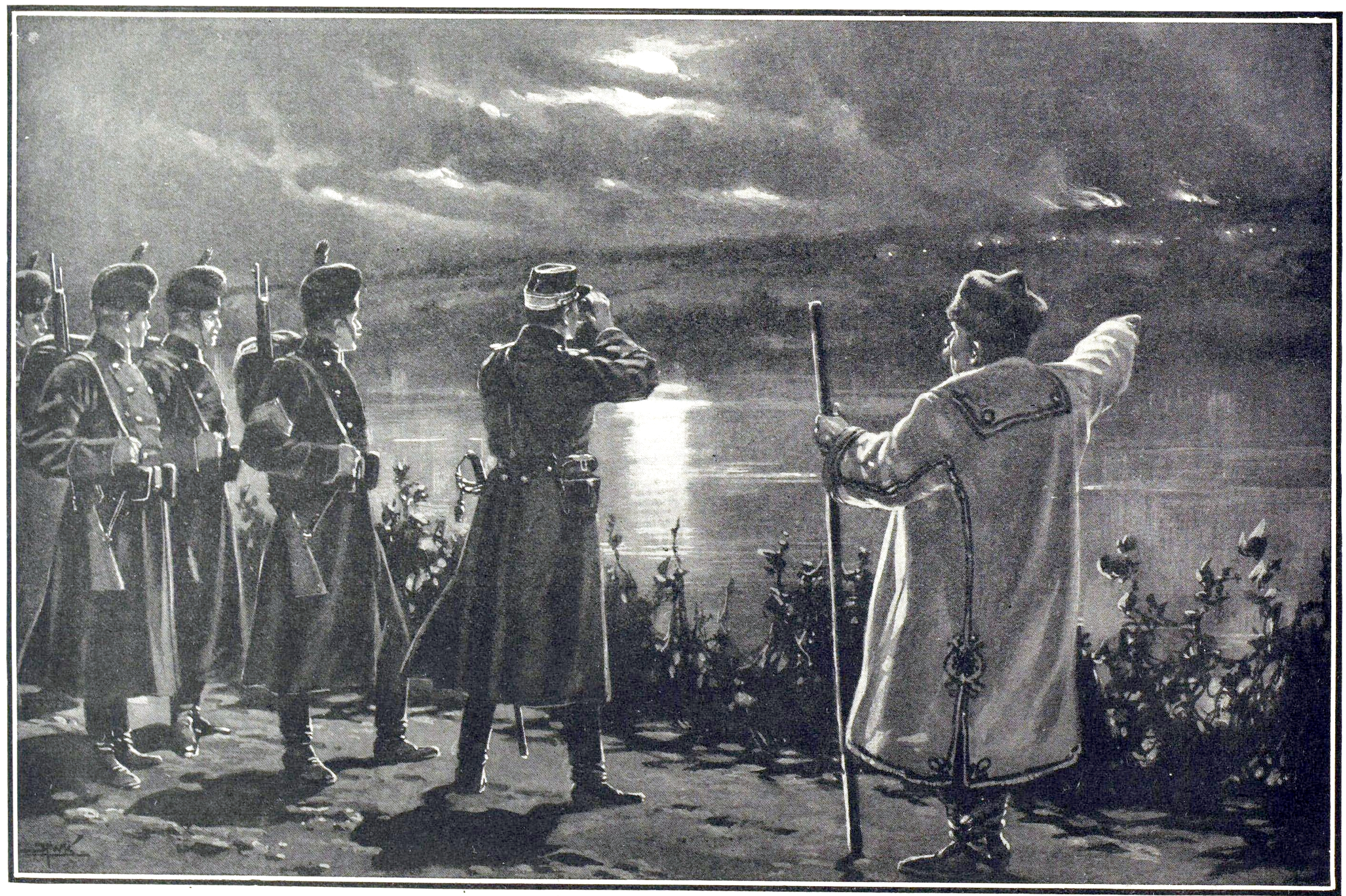
Um guarda de fronteira romeno da margem direita do rio Prut observa o incêndio de aldeias russas do outro lado do rio (1906).

Em 1905, após a chegada da Revolução Russa de 1905, o povo gagauz começou a clamar pela abolição do czarismo no Império Russo. Assim, Andrei Galatsan, estudante do Instituto Politécnico de Carcóvia e socialista revolucionário, criou uma organização clandestina na aldeia de Comrat, de maioria étnica gagauz. Galatsan começou a exortar a população camponesa da Gagauzia a juntar-se à sua luta pelos direitos. Os protestos deles começaram, e eles começaram a exigir o fim do recrutamento do povo gagauz para o Exército Imperial Russo, a educação na língua gagauz, cuidados médicos gratuitos e outros. Nesse período, a ideia de autonomia territorial da Gagauzia começou a ser considerada pela primeira vez.
Em 6 de janeiro de 1906, começou uma manifestação em Comrat que se transformou em motim, com os apoiantes de Galatsan derrubando as autoridades locais e proclamando a República de Comrat. Um comitê sob o governo de Galatsan foi estabelecido, e suas primeiras decisões foram revogar impostos, cancelar obrigações de dívidas e realizar uma reforma agrária. Mais tarde, em 10 de janeiro, um jornal russo noticiou que "Comrat, com uma população de 10.000 habitantes, está nas mãos dos insurgentes. A autonomia foi proclamada. As autoridades foram demitidas e presas. Os dragões (uma infantaria montada) estão desarmados". A bandeira do Partido Socialista Revolucionário, uma bandeira vermelha com o slogan em russo "Въ борьбѣ обрѣтешь ты право свое" ("Através da luta você alcançará seus direitos") impresso nela, foi promovida como um símbolo central da república.
No dia 12 de janeiro, seis dias depois, a rebelião foi reprimida. Galatsan e vários dos seus companheiros foram julgados por sedição e deportados para a Sibéria.
Durante os tempos da União Soviética, a República de Comrat foi apresentada como um movimento socialista e proletário mas não como étnico. No entanto, desde a proclamação da Unidade Territorial Autônoma da Gagaúzia, tem sido considerada um "sinal" ou "premonição" da autonomia gagauz, destacando as suas características socialistas, mas especialmente as étnicas gagauz. Hoje, uma das ruas de Comrat leva o nome de Galatsan.